# Panellus intermedius
Panellus intermedius är en svampart som beskrevs av Corner 1986. Panellus intermedius ingår i släktet Panellus och familjen Mycenaceae.   Inga underarter finns listade i Catalogue of Life.